# 台新女子路跑
台新女子路跑（Taishin Women Run）是2011年起在中華民國臺北市舉辦的半程马拉松比賽，曾於臺中市和高雄市辦理分站賽事，有3公里、10公里以及半程馬拉松三個競賽組別。賽事由中華民國路跑協會主辦，目前冠名贊助為台新銀行。

## 關於賽事
2011年，Nike在臺灣推出首場僅限女性參賽的路跑賽事「Nike We Run Taipei」，並吸引近15,000名參賽者。這場賽事成為臺灣女性廣泛地參與马拉松賽事的引信，破除過去科班為主的參賽型態。2017年，Nike變更為官方訓練夥伴，賽事短暫更名為「臺北女子路跑」；2018年，台新銀行宣布冠名贊助後改為現稱。
2023年，台新女子路跑首創於第二地舉辦分站賽事，並獲得良好迴響。阿迪達斯則自2024年賽事起作為賽事官方訓練夥伴，提供參賽者專屬訓練營、5公里測試賽等周邊活動。